# Les Toilettes du pape
Pour plus de détails, voir Fiche technique et Distribution.
Les Toilettes du pape (en espagnol : El baño del Papa) est un film franco-brésilo-uruguayen d'Enrique Fernández et César Charlone sorti en 2008.

## Synopsis
Melo est une petite ville à 60 km de la frontière avec le Brésil. Une partie de sa population se trouvant dans une certaine pauvreté, vit de contrebande avec la ville brésilienne d'Aceguá, en important toutes sortes de produits et de biens de consommation grâce à des passeurs à bicyclette qui font des aller-retour quotidiens. 
À l'occasion de la visite du pape Jean-Paul II en Uruguay en 1988, cette population, aidée par les médias qui font de l'inflation d'information sur la prétendue venue des Brésiliens voisins, se met à espérer d'un grand jour où soudain le petit commerce pourrait les aider à sortir de leur condition. Beto, un père de famille débrouillard et pédaleur, a l'idée que les touristes brésiliens venus pour le Pape pourraient avoir besoin de toilettes pour satisfaire leurs besoins. 
Il décide donc de construire dans son jardin, qui est sur la route du lieu de rassemblement pontifical, des toilettes payantes. Sans un sou, il a une semaine pour trouver les fonds et réaliser ce qui lui apparaît comme une opportunité de fortune…

## Fiche technique
- Titre original : El baño del Papa
- Titre français : Les Toilettes du pape
- Réalisation : Enrique Fernández et César Charlone
- Scénario : Enrique Fernández et César Charlone
- Photographie : César Charlone
- Montage : Gustavo Gianni
- Décors : Ines Olmedo
- Son : Daniel Marquez
- Musique : Lucianno Supervielle
- Producteurs : Sandino Saravia Vinay et Claudia Büschel
- Pays :  Uruguay,  France,  Brésil
- Langue : espagnol
- Genre : comédie dramatique
- Durée : 90 minutes
- Dates de sortie : 19 mars 2008 (France)

## Distribution
- César Troncoso : Beto
- Virginia Ruiz : Silvia, la fille de Beto
- Virginia Méndez : Carmen, la femme de Beto
- Mario Silva : Valvulina, « negro », ami de Beto
- Nelson Lence : Meleyo, le policier
- Rosario Dos Santos : Teresa, la femme de Valvulina
- Hugo Blandamuro : Tartamudo, le barman bègue
- Henry De Leon : Nacente
- Jose Arce : Tica

## Production
Ce film écrit et réalisé par Enrique Fernández, lui-même originaire de Melo, a mis environ 7 ans à se faire. Ce film est en grande partie basé sur la visite réelle du pape en Uruguay à Melo, le 8 mai 1988, à laquelle Enrique Fernández a assisté. Avec César Charlone, le directeur de la photographie de La Cité de Dieu et de The Constant Gardener, qui le rejoint sur le projet, ils mettent en place une équipe semi-professionnelle pour réaliser le film. Seuls trois acteurs sont professionnels (César Troncoso, Virginia Méndez et Nelson Lence), les autres ayant été auditionnés et recrutés dans la région de Melo.

## Accueil de la critique
Les Toilettes du pape a réalisé 82 657 entrées en France, 12 940 entrées en Suisse, et 4 635 entrées en Belgique, au cours de son exploitation en salles et un total de 145 731 spectateurs en Europe.

## Distinctions

### Prix
- Mostra de São Paulo 2007 : Prix du jury
- Festival du film de Saint Sébastien : Prix Horizontes

### Nominations et sélections
- Festival de Cannes 2007 : sélection Un certain regard
- Grande Prêmio do Cinema Brasileiro 2009 : meilleur film